# ドンキッコ
『ドンキッコ』は、石森章太郎（後の石ノ森章太郎）による日本の漫画作品、およびそれを原作とするテレビアニメである。

## ストーリー
ドンキッコは訳あって田舎から都会へやって来た自然児。相棒のドンドンとともに放置されているチンチン電車を仮の住まいとしている。骨董品屋「わんわん堂」の娘あやめと親しくなり、意地悪オヤジ「ミスター・トウセンボウ」と戦いを繰り広げるなど、日々騒動を巻き起こす。

## 登場人物
「声」はアニメ版での担当声優。
ドンキッコ
声 - 麻生みつ子
骨董品屋「わんわん堂」を目指し、田舎から来た少年。チビだが自称「源義経の末裔」。
暴れん坊だが明るくお茶目な性格で憎めない。
ペンやサーベルになる「ドンキッコ・スティック」を腰に下げている。
ドンドン
声 - 神山卓三
ドンキッコの子分である大柄の少年。頭は弱いが怪力の持ち主で、飯を食うと力を発揮する。
ゴンベエ
声 - 愛川欽也
ドンキッコの子分。人と話をすることができるアヒル。
あやめ
声 - 向井真理子
ドンキッコたちが世話になる骨董品屋「わんわん堂」の娘。明るく気立ての良い美少女。
ミスター・トウセンボウ
声 - 若山弦蔵
ドンキッコたちの宿敵である意地悪な中年男。くわえているパイプは棍棒になる。ヨーヨーという子分がいる。

## 漫画版
石森による漫画版は、1967年から1968年まで『少年ブック』（集英社）、『りぼん』（集英社）、『小学館コミックス』（小学館）の3誌で連載されていた。

## テレビアニメ版

### 解説
アニメ版は、1967年9月7日から1968年1月25日までフジテレビ系列局で放送。前作『ハリスの旋風』と同様、カネボウハリス（現・クラシエ）の一社提供で放送されていた。全21回放送（1回につき2つのエピソードを放送）。放送時間は毎週木曜 19:00 - 19:30 （日本標準時）。
『ハリスの旋風』最終回が放送された1967年8月31日付の毎日新聞夕刊には、ラジオ・テレビ欄に本作のPR広告が掲載された。この広告には、『ハリスの旋風』の主人公・石田国松と本作の主人公・ドンキッコが握手をし、（国松）「ドンキッコ、がんばれよ」、（ドンキッコ）「オーケー! 国松兄ちゃん」と会話するイラストが掲載された。

### スタッフ
- 原作 - 石森章太郎
- アニメ制作 - ピー・プロダクション
- 監督・演出 - 石黒光一、布上善雄
- 脚本 - 雪室俊一、山崎忠昭、朝風薫、安藤豊弘、今村文人
- 作画 - 稲村孔志
- 美術 - 山田順司
- 音楽 - 淡の圭一

### 主題歌
オープニングテーマ「ドンキッコ」
作詞 - 藤原法夫（石森の別名義） / 作曲 - 淡の圭一 / 歌 - 山本喜代子、山岸比呂美
オープニング映像は2バージョンあり、後期バージョンは前期バージョンのマイナーチェンジ版で、前期に無かった歌詞テロップが存在、また冒頭、ドンキッコが煙突で寝ている場面にジェットコースターがカットインしている。
エンディングテーマ「ドンキッコソング」
作詞 - 藤原法夫（石森の別名義） / 作曲 - 淡の圭一 / 歌 - 山本喜代子、山岸比呂美

### 各話リスト
| 回数 | 放送日        | サブタイトル                 |
| ---- | ------------- | ---------------------------- |
| 1    | 1967年 9月7日 | ドンキッコ登場               |
| 1    | 1967年 9月7日 | お客様には親切に             |
| 2    | 9月14日       | スターになりたい             |
| 2    | 9月14日       | ゴリラが逃げた               |
| 3    | 9月21日       | パチンコはだれのもの         |
| 3    | 9月21日       | ヘリコプターボロンボロン作戦 |
| 4    | 9月28日       | 走れチンチン電車             |
| 4    | 9月28日       | ハラペコ怪力士               |
| 5    | 10月5日       | おみこしわっしょい           |
| 5    | 10月5日       | 憧れのスター                 |
| 6    | 10月12日      | 宝をさがそう                 |
| 6    | 10月12日      | おかしな催眠術               |
| 7    | 10月19日      | 日本一のおとな               |
| 7    | 10月19日      | 走れドンキッコ               |
| 8    | 10月26日      | ナゾの男現わる               |
| 8    | 10月26日      | ドブ川の決闘                 |
| 9    | 11月2日       | ボロロン毛布                 |
| 9    | 11月2日       | 進め!ドンキッコ鑑隊          |
| 10   | 11月9日       | エントツ4・3・2              |
| 10   | 11月9日       | ビールがのみたい             |
| 11   | 11月16日      | シャックリ世界珍記録         |
| 11   | 11月16日      | なんでもなる木               |
| 12   | 11月23日      | 泣くなドンキッコ             |
| 12   | 11月23日      | ヤセッポッチのペケ           |
| 13   | 11月30日      | ゴンベの卵                   |
| 13   | 11月30日      | ノビノビ村                   |
| 14   | 12月7日       | へんなライオン               |
| 14   | 12月7日       | アメリカのサムライ           |
| 15   | 12月14日      | おじいちゃんは世界一         |
| 15   | 12月14日      | ドロンコ道の女の子           |
| 16   | 12月21日      | ハッスルドンキッコ           |
| 16   | 12月21日      | 金庫をさがせ                 |
| 17   | 12月28日      | Xマスと正月のあいのこ        |
| 17   | 12月28日      | （不明）                     |
| 18   | 1968年 1月4日 | 敵はさるもの                 |
| 18   | 1968年 1月4日 | 花の湯No.2                   |
| 19   | 1月11日       | 負けるな迷犬コロ             |
| 19   | 1月11日       | （不明）                     |
| 20   | 1月18日       | ボクはアヤメちゃん           |
| 20   | 1月18日       | ピンポケドンドン             |
| 21   | 1月25日       | 一年坊主の鐘が鳴る           |
| 21   | 1月25日       | 小学校へもぐり込め           |

参考：『石森章太郎アニメワールド』徳間書店、1981年、284 - 285頁。

### 放送局
以下、特記の無いものは全て放送時間は木曜 19:00 - 19:30、キー局・フジテレビと同時ネット。
- フジテレビ
- 札幌テレビ[2]
- 青森放送：日曜 18:00 - 18:30 [3]
- 山形放送：土曜 17:00 - 17:30[4]
- 仙台放送[5]
- 福島テレビ：木曜 18:15 - 18:45[6]
- 新潟放送：火曜 18:00 - 18:30[7]
- 北日本放送：月曜 19:30 - 20:00[8]
- 信越放送：日曜 17:00 - 17:30（1967年10月8日放送開始）[9]
- 静岡放送：日曜 14:00 - 14:30[10]
- 東海テレビ[11]
- 関西テレビ[12]
- 広島テレビ[13]
- 山口放送：木曜 18:00 - 18:30[14]
- 西日本放送[13]
- 南海放送：水曜 18:00 - 18:30[14]
- テレビ西日本[15]
- 大分放送：火曜 18:00 - 18:30[14]
- 熊本放送：金曜 18:00 - 18:30[15]

### ビデオソフト化
- 本作はこれまでに全話分のDVD、ブルーレイの発売はされていない。オープニング映像や本編映像の一部については以下の映像ソフトに収録されている。なおオープニング映像は全て前期バージョン。
- シルバージャガーの誕生（VHS、SHOWA） - 本編映像の一部を収録。
- TVヒーロー主題歌全集9 ピープロ編（VHS・β、東映ビデオ） - 本編映像の一部を収録。
- ピー・プロ テーマ & 変身コレクション（VHS・LD、ハミングバード） - オープニング映像を収録。
- マニア愛蔵版 懐かし〜いTVアニメテーマコレクション（VHS・LD、ハミングバード） - オープニング映像を収録。

- また、1981年に徳間書店から発行された前述の『石森章太郎アニメワールド』には、第1話『ドンキッコ登場』のフィルムを接写したフィルムストーリーが掲載されている。

- 1980年代にビデオショップを経営していたピープロでは、個人から好きな作品・話数のリクエストを数万円で受注し、その話数のフィルムをテレシネして直接ビデオ販売する「ソフトオーダーメイド」と銘打ったサービスが行われており、発注可能な作品リストには本作も含まれていた。

- うしおは2002年のインタビューで「『ドンキッコ』というのは（中略）ソフト、何もないでしょう。だからあれは、何本かとってあるんですよ。（中略）一番とってあるのは、『ヤダモン』なんだけど」と話している[16]。